# Prix Roederer
Prix Roederer var ett travlopp för 5-åriga varmblod som tjänat minst 54 000 euro. Loppet kördes åren 1978–2007, och kördes varje år i januari på Vincennesbanan i Paris. Det var ett Grupp 2-lopp, det vill säga ett lopp av näst högsta internationella klass. Loppet kördes över 2 100 meter med fransk voltstart. Förstapriset var 54 000 euro.

## Vinnare
| År   | Häst               | Land      | Efter             | Kusk                  | Tränare               | Tid    |
| ---- | ------------------ | --------- | ----------------- | --------------------- | --------------------- | ------ |
| 2007 | Olitro             | Frankrike | Ganymède          | Jean-Pierre Dubois    | Jean-Pierre Dubois    | 1'12"7 |
| 2006 | Order By Fax       | Sverige   | Viking Kronos     | Per Lennartsson       | Per Lennartsson       | 1'11"8 |
| 2005 | Magot du Ravary    | Frankrike | Cygnus d'Odyssée  | Dominik Cordeau       | Dominik Cordeau       | 1'13"1 |
| 2004 | Malabar Circle As  | Sverige   | Malabar Man       | Torbjörn Jansson      | Svante Båth           | 1'13"  |
| 2003 | Gigant Neo         | Sverige   | Super Arnie       | Stefan Melander       | Stefan Melander       | 1'14"5 |
| 2002 | Royal Gull         | Sverige   | Alf Palema        | Joseph Verbeeck       | Jan Kruithof          | 1'12"9 |
| 2001 | Com Karat          | Sverige   | JR Broline        | Joseph Verbeeck       | Jan Kruithof          | 1'14"5 |
| 2000 | Varenne            | Italien   | Waïkiki Beach     | Giampaolo Minnucci    | Jori Turja            | 1'14"7 |
| 1999 | Général du Pommeau | Frankrike | Sébrazac          | Jules Lepennetier     | Jules Lepennetier     | 1'13"8 |
| 1998 | General November   | Tyskland  | Valley Victory    | Pekka Korpi           | Veijo Kivioja         | 1'15"4 |
| 1997 | Écho               | Frankrike | Qlorest du Vivier | Jean-Étienne Dubois   | Jean-Étienne Dubois   | 1'14"  |
| 1996 | Dahir de Prélong   | Frankrike | Fakir du Vivier   | Bertrand Lefèvre      | Bertrand Lefèvre      | 1'14"9 |
| 1995 | Cèdre du Vivier    | Frankrike | Hêtre Vert        | Jean-Pierre Thomain   | Jean-Yves Lecuyer     | 1'14"8 |
| 1994 | Buvetier d'Aunou   | Frankrike | Royal Prestige    | Jean-Pierre Dubois    | Jean-Pierre Dubois    | 1'15"1 |
| 1993 | Avenir de Sée      | Frankrike | Quito de Talonay  | Ulf Nordin            | Ulf Nordin            | 1'13"  |
| 1992 | Valacirca          | Frankrike | Mickey Viking     | Pierre Vercruysse     | Pierre Vercruysse     | 1'15"4 |
| 1991 | Ultra Ducal        | Frankrike | Buffet II         | Paul Viel             | Paul Viel             | 1'15"2 |
| 1990 | Ténor de Baune     | Frankrike | Le Loir           | Jean-Baptiste Bossuet | Jean-Baptiste Bossuet | 1'16"8 |
| 1989 | Speaker            | Frankrike | Harmol            | Joël Hallais          | Joël Hallais          | 1'16"2 |
| 1988 | Rose du Marquais   | Frankrike | Fakir du Vivier   | Jean-Claude Hallais   | Jean-Claude Hallais   | 1'15"2 |
| 1987 | Quartz             | Frankrike | Granit            | Jean-Claude Hallais   | Jean-Claude Hallais   | 1'16"4 |
| 1986 | Perrin Dandin      | Frankrike | Grape Fruit       | Bernard Oger          | Léopold Verroken      | 1'15"6 |
| 1985 | Ourasi             | Frankrike | Greyhound         | Jean-René Gougeon     | Jean-René Gougeon     | 1'17"7 |
| 1984 | Neuilly            | Frankrike | Amyot             | Jean-René Gougeon     | Léopold Verroken      | 1'17"5 |
| 1983 | Minou du Donjon    | Frankrike | Quioco            | Michel Roussel        | Jean Lou Peupion      | 1'17"6 |
| 1982 | L'Alezan           | Frankrike | Apaty             | Michel Lenoir         | Michel Lenoir         | 1'18"9 |
| 1981 | Khali de Vrie      | Frankrike | Quirinus III      | Roger Baudron         | Roger Baudron         | 1'16"7 |
| 1980 | Jaquelle           | Frankrike | Icare IV          | Jean-Claude Hallais   | Jean-Claude Hallais   | 1'18"2 |
| 1979 | Idéal du Gazeau    | Frankrike | Alexis III        | Eugène Lefèvre        | Eugène Lefèvre        | 1'17"  |
| 1978 | Hymour             | Frankrike | Nonant le Pin     | Jean Riaud            | Jean Riaud            | 1'17"6 |